# Лондонска општина Хаунзлов
Лондонска општина Хаунзлов (енгл. London Borough of Hounslow) је лондонска општина која се налази у западном делу Лондона, у периферном делу Лондона. Постоји и истоимени градић у овој општини, а друга највећа насеља у општини су Чизвик, Брентфорд и Фелтхам. У општини се налази парк Остерли, Сајон хаус, музеј Ки бриџ стим, Чизвик хаус. Општина је ограничена је на југоистоку Темзом. Локалну власт има Веће лондонске општине Хаунзлов.

## Политички састав
Избори у лондонским општинама се тренутно организују на сваке четири године. Од формирања општине Хаунзлов, на њеној територији власт је освојила Лабуристичка партија, на свим осим два избора: 1968. године конзервативци су формирали већину и били су на власт док лабуристи нису поново преузели контролу 1971. године. Након локалних избора 2006. године, ниједна странка није сама могла да формира већину. Иако су лабуристи имали највише одборничких места, конзервативци су формирали коалицију са шест одборника независне групе грађана Ејлворт, и били на власти до локалних избора 2010, када су лабуристи повратили контролу.
Подела одборничких места (јун 2013. године):
| Странка                           | Странка | Места |
| --------------------------------- | ------- | ----- |
| Лабуристичка партија 35 / 60      | 35      |       |
| Конзервативна партија 20 / 60     | 20      |       |
| Независни 1 / 60                  | 1       |       |
| Испражњено место (ниједна) 4 / 60 | 4       |       |
| Укупно                            | Укупно  | 60    |